# 八個貓王
《八個貓王》（英語：Eight Elvises）是1963年美國普普藝術家安迪·沃荷的網印繪畫。它在2008年被私人買家以1億美元（31億6千萬新臺幣）收購，是當時沃荷最有價值的作品。當前的擁有者和畫作的地點自1960年代之後便未對外公開。